# Синеокая, Юлия Вадимовна
Ю́лия Вади́мовна Синео́кая (род. 1 марта 1969, Москва) — российский философ, специалист в области европейской и русской философии. Доктор философских наук (2009), профессор РАН (2015), член-корреспондент РАН (2019) по Отделению общественных наук.

## Биография

### Научная карьера
Окончила с отличием философский факультет МГУ им. М. В. Ломоносова (1992). С 1992 по 1995 г. обучалась в очной аспирантуре Института философии (ИФ) РАН. В 1996 году защитила кандидатскую диссертацию «Философия Ф. Ницше в России (конец XIX — начало XX вв.)», в 2009 году — докторскую диссертацию «Философия Ницше и духовный опыт России (конец XIX — начало XXI вв.)».
С 1995 года до февраля 2022 года работала в ИФ РАН: младшим, старшим, ведущим, главным научным сотрудником. С декабря 2013 — заведующая сектором истории западной философии, с января 2016 г. в течение нескольких лет занимала пост заместителя директора по научной работе.
Параллельно с научной ведёт преподавательскую работу. Имеет педагогический стаж около 20 лет (в МГУ им. Ломоносова, РГГУ, Международном университете в Москве, ГАУГН).
В 2000—2007 годах являлась почётным научным сотрудником (Honorary Research Fellow) Центра по изучению России и стран Восточной Европы Бирмингемского университета (Великобритания): работала по проекту «Национальная и культурная идентичность».
В 2015 году была избрана профессором РАН, вошла в координационный совет профессоров РАН.
В 2019 году избрана членом-корреспондентом Российской академии наук.
Член трёх комиссий при Президиуме РАН: по популяризации науки; по экспертизе федеральных государственных образовательных стандартов и учебников; по работе с научной молодежью.
Главный редактор «Историко-философского ежегодника» (2021—2022 гг.). Член редакционных коллегий журналов «История философии», «Общественные науки и современность», «Человек» и Respublica Literaria.
Являлась членом учёного совета ИФ РАН, заместителем председателя диссертационного совета по специальности «история философии» ИФ РАН, членом экспертной комиссии РАН по оценке научных работ молодых учёных, председателем комиссии по аттестации аспирантов и соискателей ИФ РАН.
Член Международного научного совета Academia Kantiana Балтийского федерального университета (БФУ).
Лауреат золотой медали РАН за выдающиеся достижения в области пропаганды научных знаний «Научные достижения России» в номинации «Гуманитарные и общественные науки» (2016).
Автор более 170 научных работ, из них 1 индивидуальной монографии и 12 коллективных трудов (в том числе международных), 2 учебных пособий.
В феврале 2022 года уехала во Францию. В Париже основала «Независимый институт философии».

### Преследование
16 февраля 2024 года Министерством юстиции России внесена в список физических лиц «иностранных агентов».
В феврале 2024 года депутат Государственной думы от «Единой России» Роман Терюшков призвал РАН принять меры в отношении Синеокой, после чего она была лишена присуждённой к 300-летию Академии памятной медали из-за статуса «иностранного агента». На своей странице в социальных сетях депутат отметил, что будет в дальнейшем добиваться лишения Юлии Синеокой выплат, положенных ей как членкору РАН, а также исключения из РАН всех учёных, получивших в России статус «иноагента».

## Научная деятельность
Ведёт исследования по истории европейской и русской философии второй половины XIX—XX века. Ею разработана концепция взаимовлияния русской и немецкой философских традиций XIX—XX веков. В её работах впервые в российской литературе исследована история русской ницшеаны. Член редакционного совета Полного собрания сочинений Фридриха Ницше в 13 томах.
Ю. В. Синеокой создана методология историко-философского анализа, в которой отправным пунктом исследования философских парадигм служат не идеи, а экзистенциалы. Разработан поколенческий подход к исследованию становления отечественной философской традиции, в котором понятие «философское поколение» служит ключом к интерпретации истории философии.
Ею выявлены закономерности динамики европейской и русской научной периодики XIX—XXI веков как средства аккумуляции и трансляции философского знания.
Редактор-издатель (совместно с А. В. Смирновым) серии книг «Философия во множественном числе», представляющей новаторские концепции, созданные в Институте философии.
Ю. В. Синеокая — автор ряда проектов, нацеленных на введение академической философии в публичное пространство. В рамках международного просветительского проекта «Анатомия философии» (2014—2021), реализованного на базе Института философии РАН и московской городской Библиотеки им. Ф. М. Достоевского, состоялось более 100 лекций и дискуссий, видеозаписи которых размещены в Интернете. По итогам работы проекта опубликовано три иллюстрированных коллективных труда (отв. ред. Ю. В. Синеокая): «Анатомия философии: как работает текст» (2016), «Ницше сегодня» (2019) и «Реплики» (2021).
В 2018 году Ю. В. Синеокая запустила академический проект «Философская мастерская», работа которого ведётся по трём направлениям. В цикле «Лаборатория» молодые учёные обсуждают свои исследования с известными интеллектуалами. В цикле «Мастер-класс» состоявшиеся философы дают уроки профессионального ремесла молодым коллегам. В цикле «Круглый стол» ведутся дискуссии разных поколений философов об актуальном интеллектуальном наследии ушедших из жизни коллег.

## Научные труды
Монографии
- Фридрих Ницше и философия в России / под ред. Н. В. Мотрошиловой и Ю. В. Синеокой. — СПб.: РХГИ, 1999;
- Ницше: Pro et Contra (Антология) / ред.-изд. Ю. В. Синеокая. — СПб., 2001;
- Три образа Ницше в русской культуре. — М.: ИФ РАН, 2008.
- История философии в формате статьи / Сост. и отв. ред. Ю. В. Синеокая. — М.: Культурная революция, 2016;
- Анатомия философии: как работает текст / Сост. и отв. ред. Ю. В. Синеокая. — М.: Изд. дом ЯСК, 2016;
- Фридрих Ницше: наследие и проект / Сост. и отв. ред. Ю. В. Синеокая, Е. А. Полякова. — М.: Изд. дом ЯСК, 2017;
- Философские эманации любви / Сост. и отв. ред. Ю. В. Синеокая. — М.: Изд. дом ЯСК, 2018;
- Ницше сегодня / Автор идеи, сост. и отв. ред. Ю. В. Синеокая. — М.: Изд. дом ЯСК, 2019;
- Философия во множественном числе / Сост. и отв. ред. А. В. Смирнов и Ю. В. Синеокая. — М.: Академический проект, 2020;
- Реплики: философские беседы / Автор идеи, сост. и отв. ред. Ю. В. Синеокая. — М.: Изд. дом ЯСК, 2021;
- Философия во множественном числе. Книга вторая / Сост. и отв. ред. А. В. Смирнов и Ю. В. Синеокая. — М.: Академический проект, 2022;
- Философские поколения / Автор идеи, сост. и отв. ред. Ю. В. Синеокая. — М.: Изд. дом ЯСК, 2022.

Статьи
- Soviet and Post-Soviet Generations of Russian Philosophy: Formulating the Problem // Studies in East European Thought. 2021. Vol. 59 Issue 6. P. 1-17.
- Идея объединённой Европы в контексте истории философии / в соавт. с М. Ф. Быковой // Человек. 2020. Т. 31. № 3. С. 71-115.
- «6000 футов по ту сторону человека и времени» // Своеволие философии: собрание философских эссе / Сост. и отв. редактор О. П. Зубец. М.: ЯСК, 2019. С. 436—452.
- Дружба как метафизический опыт // Вопросы философии. 2020. № 12. С. 68‒80.
- The Notion of Love in the Early Twentieth-Century Russian Philosophical Tradition. Guest Editor’s Introduction // Russian Studies in Philosophy. 2019. Vol. 57 (4). P. 297—306.
- The prohibited Nietzsche: Anti-nitzscheanism in Soviet Russia // Studies in East European Thought. 2018. Vol. 70. Issue 4. P. 273—288.
- In the Circle of Non-Vengeance: Lev Shestov and Friedrich Nietzsche // Russian Studies in Philosophy. 2017. № 55 (5). P. 350—363.
- Спор о вере, культуре и смысле жизни («Переписка из двух углов» Вячеслава Иванова и Михаила Гершензона) // Философский журнал. 2016. № 1 (9). С. 61-79.
- Право на обман (К вопросу о пользе и вреде лжи в воспитательных практиках) // Этическая мысль. 2015. Т. 15. № 2. С. 70-87.
- Философия Фридриха Ницше как зеркало конструирования постсоветской национальной идентичности России // Вопросы философии. 2015. № 12. С. 124—136.
- Вихревая антропология Николая Бердяева // Вопросы философии. 2014. № 11. C. 78-87.
- Путешествие как философский проект // Философский журнал. 2014. № 1 (12). С. 59-80.